# Paul Bahoken
Paul Bahoken (Douala, 7 luglio 1955) è un ex calciatore camerunese, di ruolo attaccante.

## Carriera
Con la Nazionale camerunese ha preso parte al Mondiale del 1982 in Spagna.